# Bezpośredniość
Bezpośredniość (nłac. immedietas) – w sensie ogólnym relacja bezpośrednia to taka relacja, pomiędzy wyróżnionymi argumentami której nie uwzględnia się członu trzeciego (pośredniego). 
W teorii poznania występuje pojęcie bezpośredniości poznawczej. Bezpośredność poznawcza to takie poznawcze ujęcie danego przedmiotu, w którym poznawany jest on bez udziału czynników nieprzezroczystych, takich jak sądy, rozumowania czy namysł dyskursywny. Bezpośredniemu poznawczo ujęciu przedmiotu przypisuje się charakter całościowy.
Pojęcie bezpośredniości poznawczej rozumie się raczej jako węższe niż pojęcie poznania bezpośredniego, gdyż wyróżniać można także takie typy poznania pośredniego, w których poznaje się za pomocą pośredników przezroczystych (o charakterze formalnym).